# Pluton, Neamț
Pluton este un sat în comuna Pipirig din județul Neamț, Moldova, România.
În structura sa intră și fostul cătun Tărâțeni, situat în partea de vest a satului Pluton, pe valea pârâului Tărâțeni (afluent al Plutonului). În trecut, la Tărâțeni se afla o fabrică de cherestea.

## Imagini

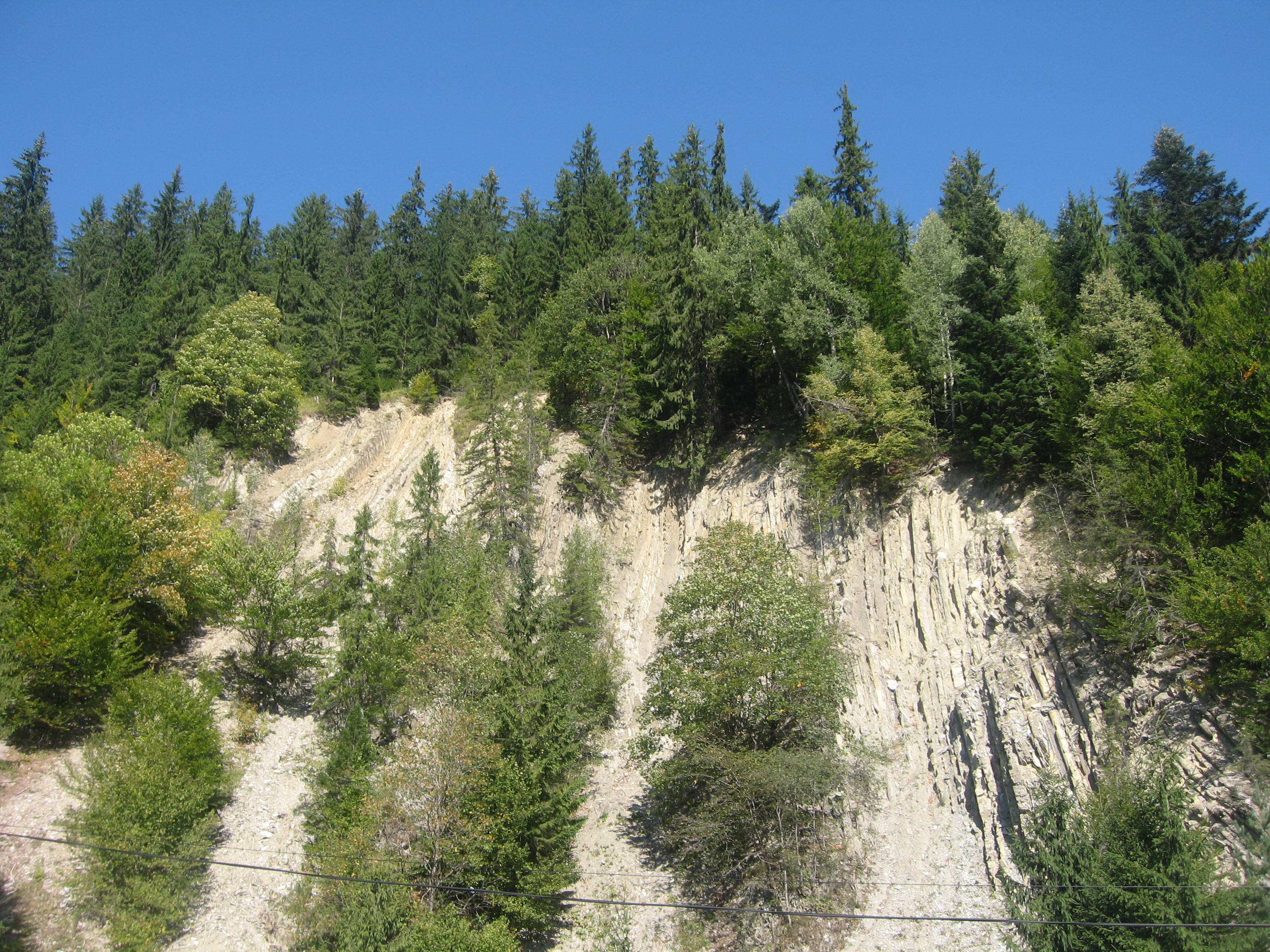
Muntele Ursoaica văzut de pe DN15 între Pluton şi Dolheşti
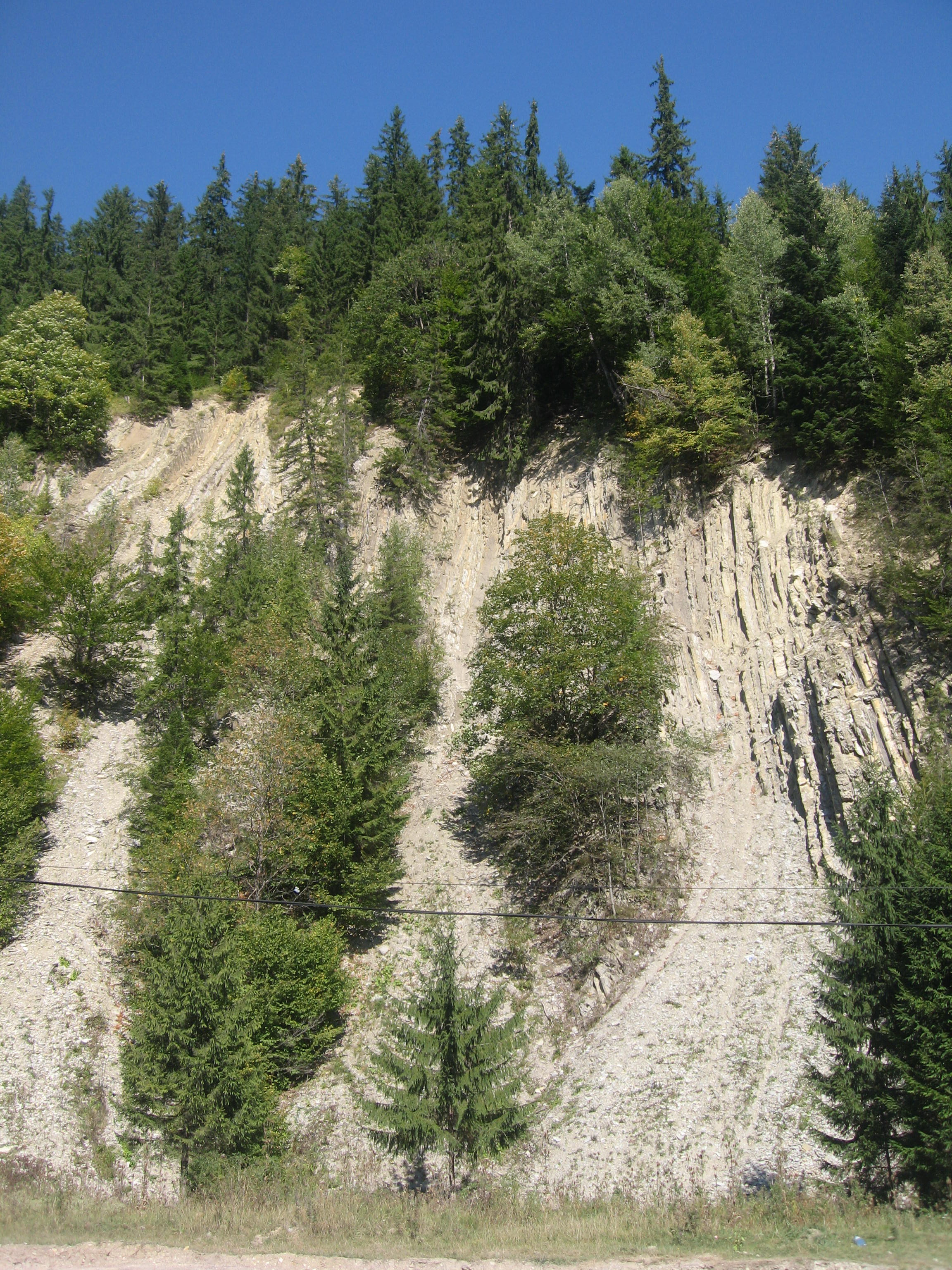
Muntele Ursoaica văzut de pe DN15 între Pluton şi Dolheşti

 Acest articol despre o localitate din județul Neamț este deocamdată un ciot. Puteți ajuta Wikipedia prin completarea lui.